# Clotilde Crespo de Arvelo
Clotilde Crespo de Arvelo (Los Teques, 19 settembre 1887 – 1959) è stata una scrittrice e poetessa venezuelana.

## Biografia
Membro del Centro Nacional de Damas Católicas e moglie di Enrique Arvelo, visse a Plaza Sucre a Caracas. Fu autrice di diversi romanzi e opere poetiche, che nel 1930 le valsero una candidatura al Premio Nobel per la letteratura.

## Opere
- Impresiones de viaje por los Estados Unidos (1915)
- Flores de invernadero (1921
- A través de los Andes (1926)
- De los predios del Señor (1927)
- Visiones de Europa (1928)